# Final de la Liga Europa de la UEFA 2020-21
La final de la Liga Europa de la UEFA 2020-21, se disputó el día 26 de mayo de 2021 en el Arena Gdansk de Gdansk, Polonia. El Villareal se coronó campeón tras vencer al Manchester United, 11:10 en los penaltis, siendo esta la final más larga en el torneo.

## Finalistas
En negrita, las finales ganadas.
| Equipos           | Finales jugadas anteriormente |
| ----------------- | ----------------------------- |
| Villarreal        | Ninguna                       |
| Manchester United | 2016-17                       |

## Sede de la Final
El partido se disputó en el Arena Gdańsk en Gdansk, Polonia. En la reunión del Comité Ejecutivo de la UEFA en Kiev en mayo de 2018, el estadio fue seleccionado inicialmente para albergar la final de la UEFA Europa League 2020, pero cuando la pandemia de COVID-19 obligó a la UEFA a trasladar las últimas etapas de la competición 2019-20 a Alemania, el Comité Ejecutivo de la UEFA retrasó la celebración de la final de la Europa League en el Estadio de Gdansk hasta 2021. Las sedes originales para las finales de 2021 y 2022 también se retrasaron un año.
El estadio cuenta con una capacidad para 41 620 espectadores, sin embargo por cuestiones sanitarias el aforo para la final fue reducido a un máximo de 9 500 espectadores.
| Polonia                |              |              |              |
| Ciudad                 | Estadio      |              |              |
| Gdansk                 | Arena Gdańsk | Arena Gdańsk | Arena Gdańsk |
|                        |              |              |              |
| 41 620 espectadores    |              |              |              |
| Final Liga Europa 2021 |              |              |              |

## Camino a la Final
| GRUPO I          | Pts. | PJ | PG | PE | PP | GF | GC | Dif |
| ---------------- | ---- | -- | -- | -- | -- | -- | -- | --- |
| Villarreal       | 16   | 6  | 5  | 1  | 0  | 17 | 5  | 12  |
| Maccabi Tel Aviv | 11   | 6  | 3  | 2  | 1  | 6  | 7  | -1  |
| Sivasspor        | 6    | 6  | 2  | 0  | 4  | 9  | 11 | -2  |
| Qarabağ          | 1    | 6  | 0  | 1  | 5  | 4  | 13 | -9  |

| GRUPO H             | Pts. | PJ | PG | PE | PP | GF | GC | Dif |
| ------------------- | ---- | -- | -- | -- | -- | -- | -- | --- |
| París Saint-Germain | 12   | 6  | 4  | 0  | 2  | 13 | 6  | 7   |
| Leipzig             | 12   | 6  | 4  | 0  | 2  | 11 | 12 | -1  |
| Manchester United   | 9    | 6  | 3  | 0  | 3  | 15 | 10 | 5   |
| Estambul Başakşehir | 3    | 6  | 1  | 0  | 5  | 7  | 18 | -11 |

## Partido

### Ficha
| 13    | POR   | Gerónimo Rulli  |        |
| 8     | DEF   | Juan Foyth      | 88'    |
| 3     | DEF   | Raúl Albiol     |        |
| 4     | DEF   | Pau Torres      |        |
| 24    | DEF   | Alfonso Pedraza | 88'    |
| 5     | MED   | Dani Parejo     |        |
| 25    | MED   | Étienne Capoue  | 120+3' |
| 14    | MED   | Manu Trigueros  | 77'    |
| 7     | DEL   | Gerard Moreno   |        |
| 9     | DEL   | Carlos Bacca    | 60'    |
| 30    | DEL   | Yéremi Pino     | 77'    |
| D. T. | D. T. | Unai Emery      |        |

| 1     | POR   | David de Gea        |        |
| 29    | DEF   | Aaron Wan-Bissaka   | 120+3' |
| 2     | DEF   | Victor Lindelöf     |        |
| 3     | DEF   | Eric Bailly         | 116'   |
| 23    | DEF   | Luke Shaw           |        |
| 6     | MED   | Paul Pogba          | 116'   |
| 39    | MED   | Scott McTominay     | 120+3' |
| 11    | MED   | Mason Greenwood     | 100'   |
| 18    | MED   | Bruno Fernandes     |        |
| 10    | MED   | Marcus Rashford     |        |
| 7     | DEL   | Edinson Cavani      |        |
| D. T. | D. T. | Ole Gunnar Solskjær |        |

| 19 | MED | Francis Coquelin | 60'    |
| 23 | MED | Moi Gómez        | 77'    |
| 17 | DEL | Paco Alcácer     | 77'    |
| 2  | DEF | Mario Gaspar     | 88'    |
| 18 | DEF | Alberto Moreno   | 88'    |
| 12 | MED | Dani Raba        | 120+3' |

| 17 | MED | Fred          | 100'   |
| 38 | DEF | Axel Tuanzebe | 116'   |
| 21 | MED | Daniel James  | 116'   |
| 27 | DEF | Alex Telles   | 120+3' |
| 8  | MED | Juan Mata     | 120+3' |

| 29' | Gerard Moreno | 1:0 |

| 55' | Edinson Cavani | 1:1 |

| Acierto de penal · Acierto de penal · Acierto de penal · Acierto de penal · Acierto de penal · Acierto de penal · Acierto de penal · Acierto de penal · Acierto de penal · Acierto de penal · Acierto de penal | Gerard Moreno Dani Raba Paco Alcácer Alberto Moreno Dani Parejo Moi Gómez Raúl Albiol Francis Coquelin Mario Gaspar Pau Torres Gerónimo Rulli | 1:0 2:1 3:2 4:3 5:4 6:5 7:6 8:7 9:8 10:9 11:10 |

| Acierto de penal · Acierto de penal · Acierto de penal · Acierto de penal · Acierto de penal · Acierto de penal · Acierto de penal · Acierto de penal · Acierto de penal · Acierto de penal · Fallo de penal | Juan Mata Alex Telles Bruno Fernandes Marcus Rashford Edinson Cavani Fred Daniel James Luke Shaw Axel Tuanzebe Victor Lindelöf David de Gea | 1:1 2:2 3:3 4:4 5:5 6:6 7:7 8:8 9:9 10:10 11:10 |

| 54' · 85' | Étienne Capoue Juan Foyth |

| 82' · 113' | Eric Bailly Edinson Cavani |

| Principal  | Clément Turpin |
| Asistentes | Nicolas Dano   |
|            | Cyril Gringore |
| Cuarto     | Slavko Vinčić  |

| VAR            | François Letexier |
| Asistentes VAR | Jérôme Brisard    |
|                | Benjamin Pages    |
|                | Pol van Boekel    |

|                    |     |     |
| Tiros              | 12  | 14  |
| Tiros a puerta     | 1   | 2   |
| Faltas             | 10  | 15  |
| Saques de esquina  | 7   | 3   |
| Fueras de juego    | 0   | 4   |
| Posesión del balón | 39% | 61% |

| Alineación inicial |

| 13    | POR   | Gerónimo Rulli  |        |
| 8     | DEF   | Juan Foyth      | 88'    |
| 3     | DEF   | Raúl Albiol     |        |
| 4     | DEF   | Pau Torres      |        |
| 24    | DEF   | Alfonso Pedraza | 88'    |
| 5     | MED   | Dani Parejo     |        |
| 25    | MED   | Étienne Capoue  | 120+3' |
| 14    | MED   | Manu Trigueros  | 77'    |
| 7     | DEL   | Gerard Moreno   |        |
| 9     | DEL   | Carlos Bacca    | 60'    |
| 30    | DEL   | Yéremi Pino     | 77'    |
| D. T. | D. T. | Unai Emery      |        |

| 1     | POR   | David de Gea        |        |
| 29    | DEF   | Aaron Wan-Bissaka   | 120+3' |
| 2     | DEF   | Victor Lindelöf     |        |
| 3     | DEF   | Eric Bailly         | 116'   |
| 23    | DEF   | Luke Shaw           |        |
| 6     | MED   | Paul Pogba          | 116'   |
| 39    | MED   | Scott McTominay     | 120+3' |
| 11    | MED   | Mason Greenwood     | 100'   |
| 18    | MED   | Bruno Fernandes     |        |
| 10    | MED   | Marcus Rashford     |        |
| 7     | DEL   | Edinson Cavani      |        |
| D. T. | D. T. | Ole Gunnar Solskjær |        |

| 19 | MED | Francis Coquelin | 60'    |
| 23 | MED | Moi Gómez        | 77'    |
| 17 | DEL | Paco Alcácer     | 77'    |
| 2  | DEF | Mario Gaspar     | 88'    |
| 18 | DEF | Alberto Moreno   | 88'    |
| 12 | MED | Dani Raba        | 120+3' |

| 17 | MED | Fred          | 100'   |
| 38 | DEF | Axel Tuanzebe | 116'   |
| 21 | MED | Daniel James  | 116'   |
| 27 | DEF | Alex Telles   | 120+3' |
| 8  | MED | Juan Mata     | 120+3' |

| 29' | Gerard Moreno | 1:0 |

| 55' | Edinson Cavani | 1:1 |

| Acierto de penal · Acierto de penal · Acierto de penal · Acierto de penal · Acierto de penal · Acierto de penal · Acierto de penal · Acierto de penal · Acierto de penal · Acierto de penal · Acierto de penal | Gerard Moreno Dani Raba Paco Alcácer Alberto Moreno Dani Parejo Moi Gómez Raúl Albiol Francis Coquelin Mario Gaspar Pau Torres Gerónimo Rulli | 1:0 2:1 3:2 4:3 5:4 6:5 7:6 8:7 9:8 10:9 11:10 |

| Acierto de penal · Acierto de penal · Acierto de penal · Acierto de penal · Acierto de penal · Acierto de penal · Acierto de penal · Acierto de penal · Acierto de penal · Acierto de penal · Fallo de penal | Juan Mata Alex Telles Bruno Fernandes Marcus Rashford Edinson Cavani Fred Daniel James Luke Shaw Axel Tuanzebe Victor Lindelöf David de Gea | 1:1 2:2 3:3 4:4 5:5 6:6 7:7 8:8 9:9 10:10 11:10 |

| 54' · 85' | Étienne Capoue Juan Foyth |

| 82' · 113' | Eric Bailly Edinson Cavani |

| Principal  | Clément Turpin |
| Asistentes | Nicolas Dano   |
|            | Cyril Gringore |
| Cuarto     | Slavko Vinčić  |

| VAR            | François Letexier |
| Asistentes VAR | Jérôme Brisard    |
|                | Benjamin Pages    |
|                | Pol van Boekel    |

|                    |     |     |
| Tiros              | 12  | 14  |
| Tiros a puerta     | 1   | 2   |
| Faltas             | 10  | 15  |
| Saques de esquina  | 7   | 3   |
| Fueras de juego    | 0   | 4   |
| Posesión del balón | 39% | 61% |

| Alineación inicial |

| 13    | POR   | Gerónimo Rulli  |        |
| 8     | DEF   | Juan Foyth      | 88'    |
| 3     | DEF   | Raúl Albiol     |        |
| 4     | DEF   | Pau Torres      |        |
| 24    | DEF   | Alfonso Pedraza | 88'    |
| 5     | MED   | Dani Parejo     |        |
| 25    | MED   | Étienne Capoue  | 120+3' |
| 14    | MED   | Manu Trigueros  | 77'    |
| 7     | DEL   | Gerard Moreno   |        |
| 9     | DEL   | Carlos Bacca    | 60'    |
| 30    | DEL   | Yéremi Pino     | 77'    |
| D. T. | D. T. | Unai Emery      |        |

| 1     | POR   | David de Gea        |        |
| 29    | DEF   | Aaron Wan-Bissaka   | 120+3' |
| 2     | DEF   | Victor Lindelöf     |        |
| 3     | DEF   | Eric Bailly         | 116'   |
| 23    | DEF   | Luke Shaw           |        |
| 6     | MED   | Paul Pogba          | 116'   |
| 39    | MED   | Scott McTominay     | 120+3' |
| 11    | MED   | Mason Greenwood     | 100'   |
| 18    | MED   | Bruno Fernandes     |        |
| 10    | MED   | Marcus Rashford     |        |
| 7     | DEL   | Edinson Cavani      |        |
| D. T. | D. T. | Ole Gunnar Solskjær |        |

| 19 | MED | Francis Coquelin | 60'    |
| 23 | MED | Moi Gómez        | 77'    |
| 17 | DEL | Paco Alcácer     | 77'    |
| 2  | DEF | Mario Gaspar     | 88'    |
| 18 | DEF | Alberto Moreno   | 88'    |
| 12 | MED | Dani Raba        | 120+3' |

| 17 | MED | Fred          | 100'   |
| 38 | DEF | Axel Tuanzebe | 116'   |
| 21 | MED | Daniel James  | 116'   |
| 27 | DEF | Alex Telles   | 120+3' |
| 8  | MED | Juan Mata     | 120+3' |

| 29' | Gerard Moreno | 1:0 |

| 55' | Edinson Cavani | 1:1 |

| Acierto de penal · Acierto de penal · Acierto de penal · Acierto de penal · Acierto de penal · Acierto de penal · Acierto de penal · Acierto de penal · Acierto de penal · Acierto de penal · Acierto de penal | Gerard Moreno Dani Raba Paco Alcácer Alberto Moreno Dani Parejo Moi Gómez Raúl Albiol Francis Coquelin Mario Gaspar Pau Torres Gerónimo Rulli | 1:0 2:1 3:2 4:3 5:4 6:5 7:6 8:7 9:8 10:9 11:10 |

| Acierto de penal · Acierto de penal · Acierto de penal · Acierto de penal · Acierto de penal · Acierto de penal · Acierto de penal · Acierto de penal · Acierto de penal · Acierto de penal · Fallo de penal | Juan Mata Alex Telles Bruno Fernandes Marcus Rashford Edinson Cavani Fred Daniel James Luke Shaw Axel Tuanzebe Victor Lindelöf David de Gea | 1:1 2:2 3:3 4:4 5:5 6:6 7:7 8:8 9:9 10:10 11:10 |

| 54' · 85' | Étienne Capoue Juan Foyth |

| 82' · 113' | Eric Bailly Edinson Cavani |

| Principal  | Clément Turpin |
| Asistentes | Nicolas Dano   |
|            | Cyril Gringore |
| Cuarto     | Slavko Vinčić  |

| VAR            | François Letexier |
| Asistentes VAR | Jérôme Brisard    |
|                | Benjamin Pages    |
|                | Pol van Boekel    |

|                    |     |     |
| Tiros              | 12  | 14  |
| Tiros a puerta     | 1   | 2   |
| Faltas             | 10  | 15  |
| Saques de esquina  | 7   | 3   |
| Fueras de juego    | 0   | 4   |
| Posesión del balón | 39% | 61% |

| Alineación inicial |

| 13    | POR   | Gerónimo Rulli  |        |
| 8     | DEF   | Juan Foyth      | 88'    |
| 3     | DEF   | Raúl Albiol     |        |
| 4     | DEF   | Pau Torres      |        |
| 24    | DEF   | Alfonso Pedraza | 88'    |
| 5     | MED   | Dani Parejo     |        |
| 25    | MED   | Étienne Capoue  | 120+3' |
| 14    | MED   | Manu Trigueros  | 77'    |
| 7     | DEL   | Gerard Moreno   |        |
| 9     | DEL   | Carlos Bacca    | 60'    |
| 30    | DEL   | Yéremi Pino     | 77'    |
| D. T. | D. T. | Unai Emery      |        |

| 1     | POR   | David de Gea        |        |
| 29    | DEF   | Aaron Wan-Bissaka   | 120+3' |
| 2     | DEF   | Victor Lindelöf     |        |
| 3     | DEF   | Eric Bailly         | 116'   |
| 23    | DEF   | Luke Shaw           |        |
| 6     | MED   | Paul Pogba          | 116'   |
| 39    | MED   | Scott McTominay     | 120+3' |
| 11    | MED   | Mason Greenwood     | 100'   |
| 18    | MED   | Bruno Fernandes     |        |
| 10    | MED   | Marcus Rashford     |        |
| 7     | DEL   | Edinson Cavani      |        |
| D. T. | D. T. | Ole Gunnar Solskjær |        |

| 19 | MED | Francis Coquelin | 60'    |
| 23 | MED | Moi Gómez        | 77'    |
| 17 | DEL | Paco Alcácer     | 77'    |
| 2  | DEF | Mario Gaspar     | 88'    |
| 18 | DEF | Alberto Moreno   | 88'    |
| 12 | MED | Dani Raba        | 120+3' |

| 17 | MED | Fred          | 100'   |
| 38 | DEF | Axel Tuanzebe | 116'   |
| 21 | MED | Daniel James  | 116'   |
| 27 | DEF | Alex Telles   | 120+3' |
| 8  | MED | Juan Mata     | 120+3' |

| 29' | Gerard Moreno | 1:0 |

| 55' | Edinson Cavani | 1:1 |

| Acierto de penal · Acierto de penal · Acierto de penal · Acierto de penal · Acierto de penal · Acierto de penal · Acierto de penal · Acierto de penal · Acierto de penal · Acierto de penal · Acierto de penal | Gerard Moreno Dani Raba Paco Alcácer Alberto Moreno Dani Parejo Moi Gómez Raúl Albiol Francis Coquelin Mario Gaspar Pau Torres Gerónimo Rulli | 1:0 2:1 3:2 4:3 5:4 6:5 7:6 8:7 9:8 10:9 11:10 |

| Acierto de penal · Acierto de penal · Acierto de penal · Acierto de penal · Acierto de penal · Acierto de penal · Acierto de penal · Acierto de penal · Acierto de penal · Acierto de penal · Fallo de penal | Juan Mata Alex Telles Bruno Fernandes Marcus Rashford Edinson Cavani Fred Daniel James Luke Shaw Axel Tuanzebe Victor Lindelöf David de Gea | 1:1 2:2 3:3 4:4 5:5 6:6 7:7 8:8 9:9 10:10 11:10 |

| 54' · 85' | Étienne Capoue Juan Foyth |

| 82' · 113' | Eric Bailly Edinson Cavani |

| Principal  | Clément Turpin |
| Asistentes | Nicolas Dano   |
|            | Cyril Gringore |
| Cuarto     | Slavko Vinčić  |

| VAR            | François Letexier |
| Asistentes VAR | Jérôme Brisard    |
|                | Benjamin Pages    |
|                | Pol van Boekel    |

|                    |     |     |
| Tiros              | 12  | 14  |
| Tiros a puerta     | 1   | 2   |
| Faltas             | 10  | 15  |
| Saques de esquina  | 7   | 3   |
| Fueras de juego    | 0   | 4   |
| Posesión del balón | 39% | 61% |

| Alineación inicial |

|                                |
| Bandera de España              |
| Campeón Villarreal 1.er título |